# Skandinavisk arkitektur
Skandinavisk arkitektur kan vara ett begrepp inom arkitektur som gäller vissa gemensamma stildrag som funnits i vissa skandinaviska länder. Exempel på detta kan vara nordisk klassicism.